# Lillian Schwartz
Lillian Schwartz (Cincinnati, 13 luglio 1927 – New York, 12 ottobre 2024) è stata un'artista, scultrice e scrittrice statunitense.

## Biografia
Pioniera della Computer Art, fu tra le prime donne ad aver utilizzato il computer come mezzo per realizzare opere d'arte.
Dopo un'iniziale formazione come infermiera durante la Seconda Guerra Mondiale, studiò pittura cinese in Giappone nell'immediato dopoguerra.
A partire dal 1966 iniziò a lavorare con i lightboxes e diventò un membro della Experiments in Art and Technology (E.A.T.), un gruppo che univa artisti e ingegneri. Nel 1968 la sua scultura Proxima Centauri fu inclusa nella mostra The Machine as Seen at the End of the Mechanical Age al Museum of Modern Art a New York. La scultura venne in seguito utilizzata in un episodio della serie Star Trek, come prigione per il cervello di Spock. 
In seguito alla partecipazione a questa esposizione venne invitata da Leon Harmon a collaborare con il centro di ricerca Bell Labs a Murray Hill, New Jersey. La collaborazione proseguì per trent'anni durante i quali Lilian Schwartz realizzò sculture cinetiche e stampe al laser, e collaborò con l'artista e ingegnere Ken Knowlton alla realizzazione di film animati al computer.  
Nel 1992, con Laurens R. Schwartz, scrisse The Computer Artist's Handbook .

## Scritti
- "Computer-Aided Illusion: Ambiguity, Perspective and Motion." Visual Computer, June 1998.
- "Computers and Appropriation Art: The Transformation of a Work or Idea For a New Creation." Leonardo, 29:1, 1996.
- "Electronic Restoration: Preserving and Restoring Great Works of Art." SCAN '95 Proceedings, 1995.
- "The Art Historian's Computer." Scientific American, April 1995.
- "The Morphing of Mona." Computers & Graphics Special Issue, ed. C. Machover, Pergamon Press, 1995.
- "Lessons from Leonardo da Vinci: Additions to His Treatise on Computers and Art." World Academy of Art and Science Proceedings, Dec. 1992.
- "Piero della Francesca and the Computer: Analysis, Reconstruction, and Inheritance." Visual Computer, Springer-Verlag, 1993.
- The Computer Artist's Handbook (with Laurens R. Schwartz). Norton, 1992.
- "The Mask of Shakespeare." Pixel - Journal of Scientific Visualization, 3:3, March/April 1992.
- "Computer Artists as Interactive Performers: The First Digital Transmission Via Satellite of a Real-Time Drawing." SCAN: Proceedings of the Eleventh Annual Symposium on Small Computers in the Arts, Nov. 15-17, 1991.
- "Real-Time Art by Computer." Interactive Art and Artificial Reality, ed. Gregory Garvey, ACM Siggraph, Aug. 1990.
- "The Mona Lisa Identification." The Visual Computer, Springer-Verlag, 1988.
- "The Staging of Leonardo's Last Supper." Leonardo (Supplemental Issue), Pergamon Press, 1988.
- "From UFO's to Pablo Neruda." Scientific American/International Proceedings Art Expo - Hanover, 1988.
- "Leonardo's Mona Lisa." Art & Antiques, Jan. 1987.
- "The Computer and Creativity." Transactions of the American Philosophical Society, vol. 75, part 6, 1985.
- "Experimenting with Computer Animation." Siggraph '84: Interdisciplinary Issues in Computer Art and Design, 1984.
- "Filmmaking with Computer" (with C.B. Rubinstein). Interdisciplinary Science Reviews, 4:4, 1979.
- "Art-Film-Computer." Artist and the Computer, ed. Ruth Leavitt, Harmony Books, 1976.
- "The Artist and Computer Animation." Computer Animation, ed. John Halas, Hastings House, 1974.